# Stanisław Matulewicz
Stanisław Matulewicz (ur. 1915 w Woroneżu, zm. 1 września 2002) – polski lekarz, profesor radiologii.

## Życiorys
Urodził się w 1915 w Woroneżu. W latach 1934-1939 studiował medycynę w Uniwersytecie Józefa Piłsudskiego w Warszawie, w 1934 został przyjęty do zawodowej Szkoły Podchorążych Sanitarnych w Warszawie. Absolutorium otrzymał w styczniu 1940 roku. W stopniu starszego sierżanta podchorążego brał udział w walkach obronnych września 1939 r., po których powrócił do Warszawy, aby kończyć studia. Jako podchorąży zamieszkał na terenie Szkoły Podchorążych Sanitarnych i rozpoczął pracę w Szpitalu Ujazdowskim, w czym pomógł mu starszy o rok absolwent medycyny warszawskiej, a także podchorąży sanitarki Eugeniusz Łazowski. Matulewicz ukończył końcowe egzaminy. W październiku 1940 otrzymał zezwolenie niemieckiego szefa warszawskiej Izby Lekarskiej dr Lambrechta na podjęcie pracy lekarza w zakresie zwalczania chorób epidemicznych. Kontynuował pracę początkowo przyjęty do Izby Lekarskiej Warszawskiej na oddziale VI C. Pracę stażową lekarską wykonywał w Szpitalu Ujazdowskim w Warszawie w 1940 r. na Oddziale Wewnętrznym, a od lipca 1941 na Klinice Położniczo-Ginekologicznej w Szpitalu Ujazdowskim. Prawo praktyki lekarskiej otrzymał z Izby Lekarskiej Warszawsko-Białostockiej z dniem 18 stycznia 1941. Wkrótce zamieszkał w Zbydniowie, gdzie otworzył gabinet lekarski.

### Działalność w trakcie II wojny światowej
Podczas II wojny światowej, Matulewicz odkrył, że wynik przeprowadzonego testu Weila-Felixa używanego w czasie wojny do wykrywania tyfusu plamistego, wskutek zakażenia bakterią Proteus OX19 daje taki sam wynik testu, jak zakażenie tyfusem. Dr Matulewicz postanowił wtajemniczyć w plan podawania pacjentom tej bakterii dr Łazowskiego, który już praktykował w okolicy Stalowej Woli. Zaproszony przez niego, przeniósł się w rejon Stalowej Woli, zamieszkując w Zbąszynku. Tu obaj rozwinęli w swej pracy lekarskiej stosowanie pomysłu Matulewicza.
W ścisłej współpracy z polskim ruchem oporu lekarze rozpoczęli szczepienie ludzi bakterią Proteus OX-19, niegroźnym martwym szczepem bakterii, który sprawiał, że układ odpornościowy wytwarzał przeciwciała wskazujące na zakażenie tyfusem. Kiedy testy pacjentów okazywały się „pozytywne”, całą okolicę poddano kwarantannie, a jej mieszkańcy zostali ocaleni przed wysłaniem do obozów pracy. Aby nie wzbudzać podejrzeń, że tylko oni dwaj wykrywają tę chorobę, wciągnęli do tej akcji kilku okolicznych lekarzy, co nadawało mocniejsze pozory takiej epidemii. Niemcy sprawdzali zgodność wyników badania krwi w laboratoriach, ale zawsze wszystko się zgadzało, a bojąc się zakażenia – nie dokonywali sami badań „chorych” podczas przeprowadzanych kontroli u lekarzy. Akcja trwała około dwóch lat (1942-1944).

### Życie po wojnie
Po wojnie dr. Matulewicz pracował w Gdańsku, gdzie zrobił doktorat. Później pracował przez rok w Belgii na Uniwersytecie Louvain. W 1963 r. wyjechał do Afryki i przebywał tam przez kilkanaście lat pracując jako lekarz. Następnie awansował na profesora radiologii w Narodowym Uniwersytecie w Kinshasa w Zairze. Działał tam przez około 15 lat. Matulewicz po kilkunastu latach pracy w Zairze wrócił do Polski, mieszkał w Białymstoku. Tam też zmarł 1 września 2002 r.